# Ел Мамеј, Ринкон Мамеј (Петатлан)
Ел Мамеј, Ринкон Мамеј (шп. El Mamey, Rincón Mamey) насеље је у Мексику у савезној држави Гереро у општини Петатлан. Насеље се налази на надморској висини од 445 м.

## Становништво
Према подацима из 2010. године у насељу је живело 5 становника.

### Хронологија
| Година       | 2000       | 2010 |
| ------------ | ---------- | ---- |
| Становништво | 14 (6 / 8) | 5    |

### Попис
| # | Индикатор                     | Вредност |
| - | ----------------------------- | -------- |
| 1 | Укупно домаћинстава           | 1        |
| 2 | Укупно насељених домаћинстава | 1        |
| 3 | Величина локације             | 1        |